# バングラデシュ最高裁判所
バングラデシュ最高裁判所（バングラデシュさいこうさいばんしょ、ベンガル語: বাংলাদেশ সুপ্রীম কোর্ট）は、バングラデシュにおける全ての民事事件、刑事事件を扱う最高裁判所で、最終審である第三審を担当する機関。2024年現在は控訴部判事の8人と高等裁判所の95人から構成されている。

## 概要
最高裁判所は、控訴部と高等裁判所部の2つの部分に分かれている。控訴部は、バングラデシュ憲法第103条に基づき、高等裁判所部からの控訴を審理する管轄権を有する。バングラデシュの最高裁判所長官と最高裁判所の他の裁判官は、首相との事前の強制的な協議でバングラデシュ大統領によって任命される。
最高裁判所の裁判官は滞納した裁判官に聴取される機会を与えた上で、最高裁判所の裁判官を解任する権限を与える最高司法評議会を規定する憲法第96条の規定に従う場合を除き、大統領は裁判官を免職させることはできない。
バングラデシュ憲法第3条によると、ベンガル語はバングラデシュの唯一の公用語であるが、バングラデシュ最高裁判所の裁判官によって下された評決は、1987年のベンガル語施行法に違反して、英国植民地時代の伝統に従って、英語が使用されている。シャムスディン・チョードリー・マニクは2003年に車に敬礼しなかったために裁判所を侮辱した交通警察官を謝罪させた。国会議長や国会議員を含む様々な政治家に対するヘイトスピーチで批判された。スレンドラ・クマール・シンハ元最高裁判所長官はマネー・ロンダリングを問われ、11年の懲役刑を宣告された。